# Nivelon de Ronquerolles
Nivelon de Ronquerolles  (ou Névelon de Ronquerolles) était seigneur de Ronquerolles, actuel hameau de la commune d'Agnetz (Oise) et de Sailleville, actuel hameau de la commune de Laigneville (Oise).

## Biographie
Il est mentionné sur le site de la commune d'Agnetz que Nivelon était seigneur de Ronquerolles en 1250 et que Simon de Ronquerolles l'était en 1280, cependant un acte de Nivelon en 1281 confirmant la donation d'un domaine, sur lequel il ne conserva que la Haute Justice, concédé à l'église de Lannoy, indique qu'il était toujours en vie à cette date. Les hypothèses d'un partage de la seigneurie ou d'une donation de la Seigneurie à Simon sont toutes les deux envisageables

## Famille
Nivelon était membre de la Maison de Ronquerolles, seigneurs des terres du même nom dans le comté de  Clermont-en-Beauvaisis, ne devant pas être confondue avec la famille homonyme du comté de Beaumont sur Oise, ni celle de Roncherolles en Normandie. Il est par Jean de Ronquerolles, le petit fils d'Eudes Ier de Ronquerolles. 
Sa fille Pérennelle épousa Louis de Melun, seigneur
de La Grange-en-Brie, co-seigneur
d’Esprennes,.

## Héraldique
| Blason à dessiner | Les armes de la famille de Ronquerolles se blasonnent ainsi : de gueules papelonné d'argent. Celles de Nivelon de Ronquerolles qui les reprennent en lui apposant une brisure représentent sa filiation se blasonnent ainsi : de gueules papelonné d'argent brisé d'un lambel à cinq pendants d'Azur. |